# Cnemaspis chanthaburiensis
Espèce
Cnemaspis chanthaburiensis est une espèce de geckos de la famille des Gekkonidae.

## Répartition
Cette espèce se rencontre dans l'est de la Thaïlande et dans la chaîne des Cardamomes au Cambodge.

## Étymologie
Son nom d'espèce, composé de chanthaburi et du suffixe latin -ensis, « qui vit dans, qui habite », lui a été donné en référence au lieu de sa découverte, la province de Chanthaburi.

## Publication originale
- Bauer & Das, 1998 : New species of Cnemaspis (Reptilia: Gekkonidae) from southeastern Thailand. Copeia, vol. 1998, n. 2, p. 439-444.